# Liste der Bodendenkmäler in Hagelstadt
Auf dieser Seite sind die Bodendenkmäler in der Oberpfälzer Gemeinde Hagelstadt zusammengestellt. Diese Tabelle ist eine Teilliste der Liste der Bodendenkmäler in Bayern. Grundlage ist die Bayerische Denkmalliste, die auf Basis des Bayerischen Denkmalschutzgesetzes vom 1. Oktober 1973 erstmals erstellt wurde und seither durch das Bayerische Landesamt für Denkmalpflege geführt wird. Die folgenden Angaben ersetzen nicht die rechtsverbindliche Auskunft der Denkmalschutzbehörde.

## Bodendenkmäler in Hagelstadt
| Lage       | Objekt                                                                                     | Akten-Nr.     | Bild |
| ---------- | ------------------------------------------------------------------------------------------ | ------------- | ---- |
| (Standort) | Siedlungen der Jungsteinzeit (Linearbandkeramik, Stichbandkeramik/Gruppe)                  | D-3-7039-0072 |      |
| (Standort) | Mittelalterlicher Burgstall mit Turmhügel, Siedlung des hohen und späten Mittelalters.     | D-3-7039-0074 |      |
| (Standort) | Siedlung der mittleren Bronzezeit, vielleicht Siedlungen der Jungsteinzeit                 | D-3-7039-0075 |      |
| (Standort) | Siedlung der Jungsteinzeit.                                                                | D-3-7039-0076 |      |
| (Standort) | Siedlung der Jungsteinzeit und der Hallstattzeit.                                          | D-3-7039-0077 |      |
| (Standort) | Siedlung der Jungsteinzeit und der Urnenfelderzeit.                                        | D-3-7039-0078 |      |
| (Standort) | Siedlung und/oder Bestattungsplatz der Urnenfelderzeit und der Hallstattzeit.              | D-3-7039-0079 |      |
| (Standort) | Siedlung der Urnenfelderzeit.                                                              | D-3-7039-0227 |      |
| (Standort) | Siedlung vor- und frühgeschichtlicher Zeitstellung.                                        | D-3-7039-0228 |      |
| (Standort) | Grabenwerk und Siedlung vor- und frühgeschichtlicher Zeitstellung.                         | D-3-7039-0229 |      |
| (Standort) | Siedlung der Hallstattzeit.                                                                | D-3-7039-0230 |      |
| (Standort) | Siedlung vor- und frühgeschichtlicher Zeitstellung.                                        | D-3-7039-0232 |      |
| (Standort) | Siedlung vor- und frühgeschichtlicher Zeitstellung.                                        | D-3-7039-0233 |      |
| (Standort) | Siedlung der Münchshöfener Kultur.                                                         | D-3-7039-0234 |      |
| (Standort) | Vorgeschichtliche Siedlung.                                                                | D-3-7039-0235 |      |
| (Standort) | Siedlungen der Jungsteinzeit und der Latènezeit.                                           | D-3-7039-0236 |      |
| (Standort) | Verebnete spätkeltische Viereckschanze.                                                    | D-3-7039-0237 |      |
| (Standort) | Vorgeschichtliche Siedlung.                                                                | D-3-7039-0238 |      |
| (Standort) | Siedlung vor- und frühgeschichtlicher Zeitstellung.                                        | D-3-7039-0239 |      |
| (Standort) | Siedlung vor- und frühgeschichtlicher Zeitstellung.                                        | D-3-7039-0240 |      |
| (Standort) | Vorgeschichtliche Siedlung.                                                                | D-3-7039-0241 |      |
| (Standort) | Siedlung vor- und frühgeschichtlicher Zeitstellung.                                        | D-3-7039-0242 |      |
| (Standort) | Archäologische Befunde des Mittelalters und der frühen Neuzeit im Bereich der Kath. Kirche | D-3-7039-0298 |      |
| (Standort) | Frühmittelalterliche Siedlung mit Grabenwerk.                                              | D-3-7039-0299 |      |
| (Standort) | Frühmittelalterliches Reihengräberfeld.                                                    | D-3-7039-0300 |      |
| (Standort) | Siedlungen der Jungsteinzeit (Linearbandkeramik, Stichbandkeramik/Gruppe)                  | D-3-7039-0373 |      |
| (Standort) | Römische Villa rustica, Siedlungen der Linearbandkeramik und der Hallstattzeit.            | D-3-7039-0374 |      |
| (Standort) | Siedlung der Jungsteinzeit.                                                                | D-3-7039-0568 |      |
| (Standort) | Spätlatènezeitliche Viereckschanze.                                                        | D-3-7139-0020 |      |
| (Standort) | Siedlung der Jungsteinzeit.                                                                | D-3-7139-0024 |      |
| (Standort) | Siedlung der Jungsteinzeit.                                                                | D-3-7139-0025 |      |
| (Standort) | Vorgeschichtliche Siedlung.                                                                | D-3-7139-0026 |      |
| (Standort) | Siedlungen der Jungsteinzeit (Linearbandkeramik, Stichbandkeramik/Gruppe)                  | D-3-7139-0027 |      |
| (Standort) | Siedlung der Jungsteinzeit (Altheimer Kultur).                                             | D-3-7139-0028 |      |
| (Standort) | Siedlung vor- und frühgeschichtlicher Zeitstellung.                                        | D-3-7139-0064 |      |
| (Standort) | Bestattungsplatz vor- und frühgeschichtlicher Zeitstellung oder des Mittelalters.          | D-3-7139-0065 |      |
| (Standort) | Siedlung vor- und frühgeschichtlicher Zeitstellung.                                        | D-3-7139-0066 |      |
| (Standort) | Archäologische Befunde des Mittelalters und der frühen Neuzeit im Bereich der Kath. Kirche | D-3-7139-0068 |      |
| (Standort) | Archäologische Befunde des Mittelalters und der frühen Neuzeit im Bereich der Kath. Kirche | D-3-7139-0102 |      |
| (Standort) | Vorgeschichtliche Siedlung, Bestattungsplatz der Münchshöfener Kultur.                     | D-3-7139-0191 |      |
| (Standort) | Archäologische Befunde des Mittelalters und der frühen Neuzeit im Bereich der Kath. Kirche | D-3-7139-0194 |      |